# روث ۷۹۸

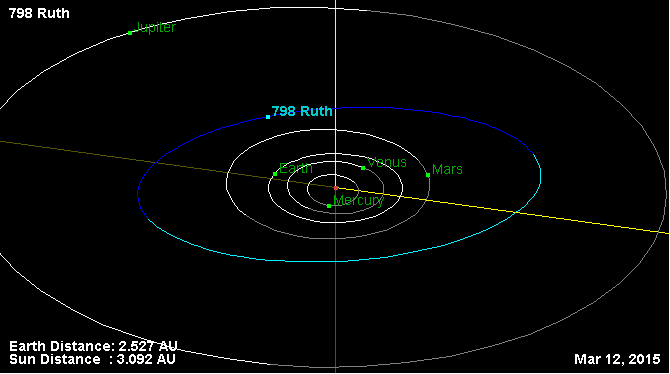
نمایی از محل قرارگیری سیارک روث ۷۹۸ در مدار – ۲۰۱۵

سیارک ۷۹۸ (به انگلیسی: 798 Ruth، نامگذاری:1914VT) هفتصد و نود و هشتمین سیارک کشف شده‌است که در ۲۱ نوامبر ۱۹۱۴ و در هایدلبرگ کشف شد.
قدر مطلق سیارک برابر ۹٫۴۴ است.